# Triebweg

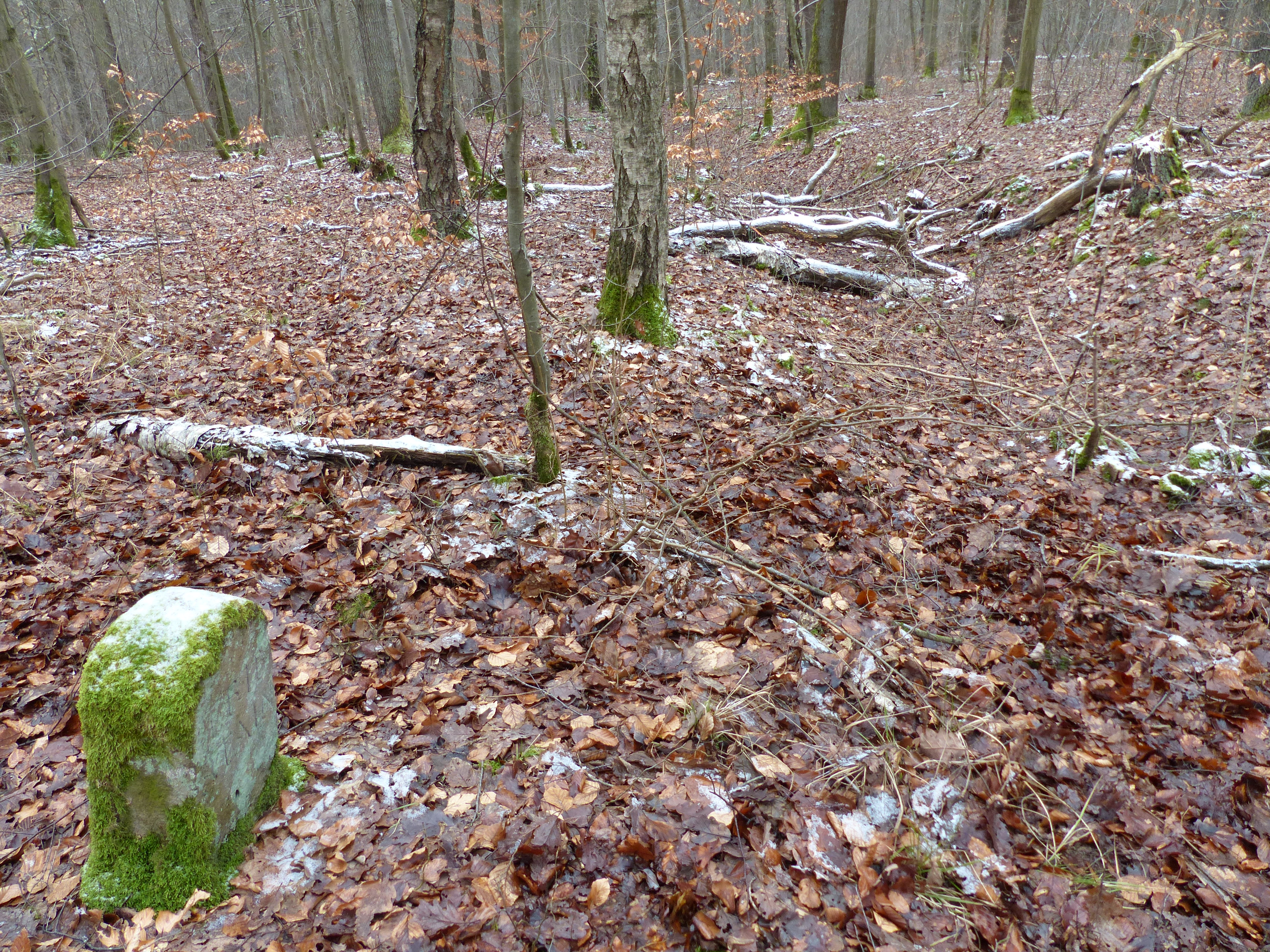
Reste eines spätmittelalterlichen Triebweges im Steigerwald

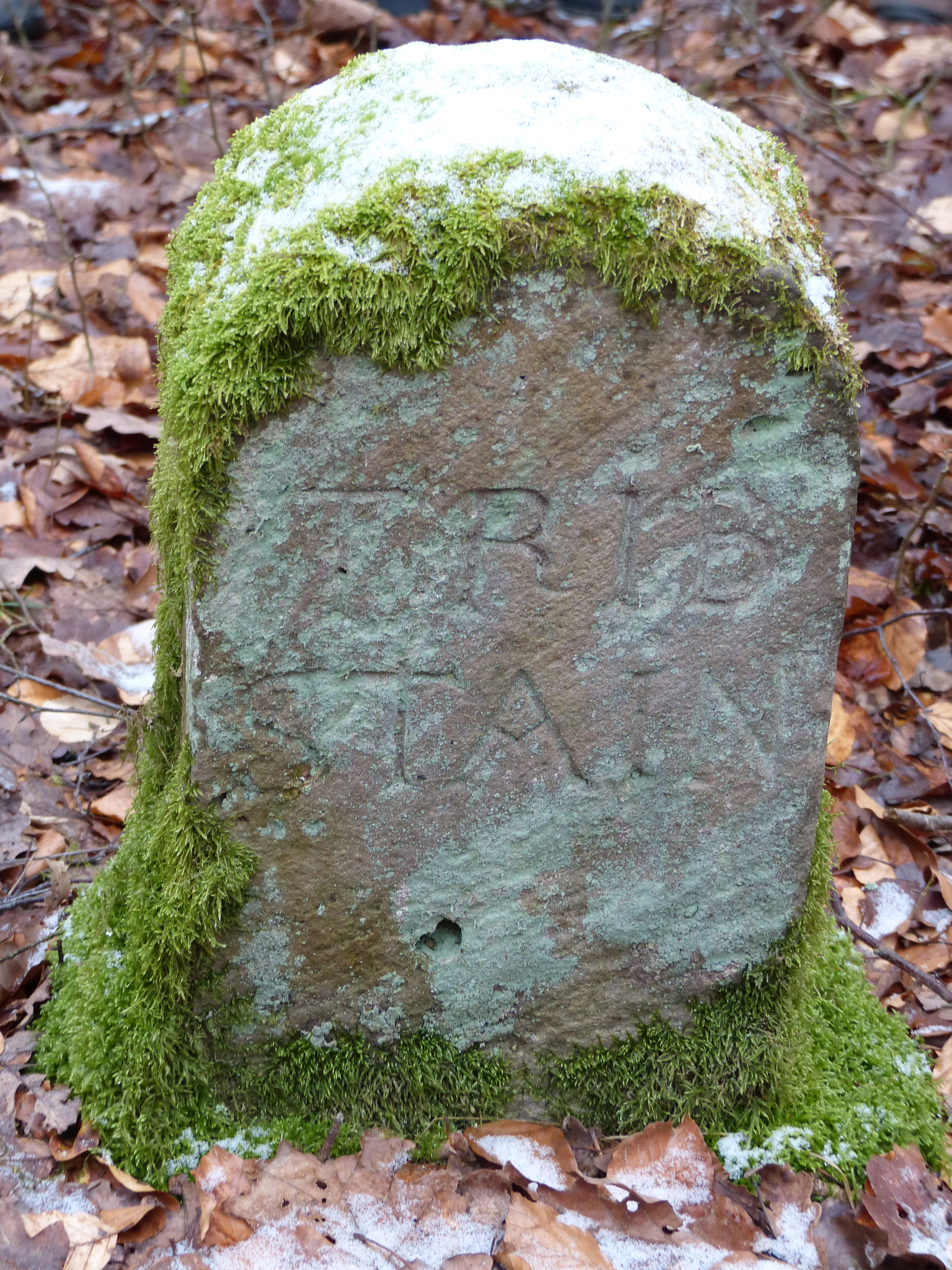
Grenzstein zum Triebweg aus dem 16. Jahrhundert

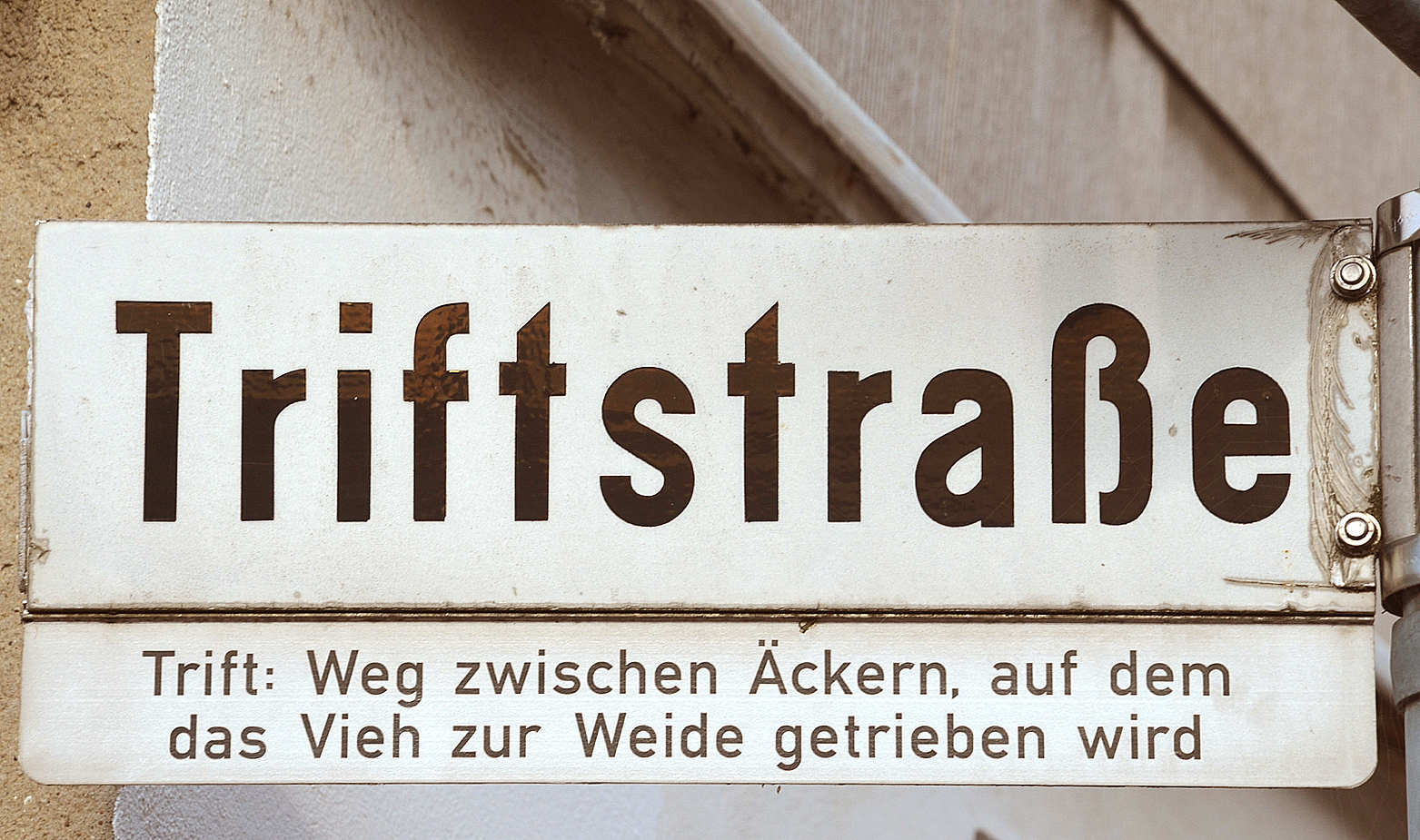
Amtliches Straßenschild mit erläuternder Legendentafel zur Triftstraße in Eldagsen

Triebweg, auch Treibweg, Viehweg, Herdweg oder Triftweg bzw. Viehtrift, Viehdrift, oder Kuhtrift, werden Wege des Viehtriebs genannt, die von Stallungen zu Weideplätzen oder zu Tränken führen bzw. verschiedene Weiden verbinden. Diese Routen führen in der Regel über die Allmende, das von der gesamten Bevölkerung genutzte Land.

## Beispiele
Bekanntestes Beispiel ist der Almauf- und -abtrieb in den Alpen. Es gibt aber auch ein Netz von Triftwegen in Spanien (cañadas), in Teilen Südwestfrankreichs (z. B. Ténarèze) und selbst in Marokko (siehe auch Agadir (Speicherburg)). Die meisten und längsten dieser Wege wurden in der Regel nur zweimal jährlich genutzt – einmal beim Hinweg, das andere Mal beim Rückweg.

## Weginstallationen
Zur Steuerung der Herden wurden auf den Wegen Viehgitter, Viehgatter oder sonstige Viehsperren installiert. Triebwege haben auch historische Bedeutung und wurden im Spätmittelalter mit Triebsteinen abgegrenzt. Der Triebweg war damit mit dem Recht verbunden, durch fremde Besitzungen und Herrschaften Vieh treiben zu dürfen, der Weg durfte dabei nicht verlassen werden und das Weiden an den Rändern war verboten. Heute noch vorhandene Spuren solcher Triebwege, z. B. in Form von Hohlwegen gelten als schützenswerte Kulturlandschaftselemente.

## Straßen- und Flurnamen
Vielerorts erinnern Straßen- und Flurnamen – auch in Varianten wie etwa „Schaftrift“ oder „Triftstraße“ – an diese landwirtschaftliche Vergangenheit. Die Nutzung befestigter Wege als Viehtriebwege bewahrt die Weideflächen vor Trittschäden.

## Sonstiges
Im Deutschen Wörterbuch, begründet von den Brüdern Grimm, wird unter Verweis auf Lexer Viehweg vom mittelhochdeutschen Wort vihewec hergeleitet. Das Wörterbuch sieht Viehweg als zugang zur weide und das recht darauf sowie als straszen-, wegname. Johann Georg Krünitz gibt in seiner Oeconomischen Encyclopädie diese Erläuterung:
[…] 4) Der Ort, worauf getrieben wird. (1) In der Landwirthschaft, ein breiter, gemeiniglich eingeschlossener Weg, auf welchem das Vieh auf und von der Weide getrieben wird, in welcher Bedeutung es im Hochdeutschen am gewöhnlichsten ist: Die Viehtrift, der Viehweg, Treibeweg, in Obersachsen auch Treibe, Triebe, Tröbe. -- (2) Der Ort, auf welchen das Vieh zur Weide getrieben wird; der Trieb, die Hut, im Oberdeutschen Trat, Trott, in Obersachsen Treibe, Trebis. In weiterer Bedeutung führt jeder Ort dieser Art den Namen Trift; in engerer aber nur das Brachfeld, in so fern es dem Viehe zur Weide dient, zum Unterschiede von der Weide. -- (3) Ohne Mehrzahl, auch das Recht, sein Vieh sowohl über des Andern Grund und Boden auf die Weide zu treiben, als auch, es auf des Andern Brachfelder zur Weide zu treiben: das Triebrecht, Triftrecht, die Triftgerechtigkeit, der Weidegang, die Hut etc.